# Otto Binswanger
Otto Binswanger (Münsterlingen, 1852 – Kreuzlingen, 1929) è stato uno psichiatra e neurologo svizzero.

## Biografia
Psichiatra di fiducia di Nietzsche - fu tra i medici che gli diagnosticarono una paralisi progressiva da neurosifilide, pur essendo incerto visto il probabile disturbo bipolare e la sua convinzione che la malattia del filosofo potesse anche essere una patologia di origine famigliare ereditaria, oggi nota come CADASIL - insegnò all'Università di Jena per 47 anni (1882-1929).
Abile neurologo, dedicò la sua vita allo studio della neurastenia, dell'epilessia, e dell'isteria.
Nel 1894 descrisse una forma di demenza da atrofia della materia bianca, di origine vascolare, che nel 1902 Alois Alzheimer definì malattia di Binswanger, con cui un tempo la CADASIL veniva confusa).
Suo nipote, Ludwig Binswanger (1881 – 1966),seguì le sue orme e divenne anch'egli uno psichiatra e psicologo.